# Límite permisible absoluto
Se entiende por límite permisible absoluto (Lpa), y conforme al Decreto Supremo Nº594 de la República de Chile que establece el reglamento sobre las Condiciones Sanitarias y Ambientales Básicas en los Lugares de Trabajo, como al "Valor máximo permitido para las concentraciones
ambientales de contaminantes químicos medida en cualquier momento de la jornada de trabajo".